# パリ条約 (1718年)
パリ条約（パリじょうやく、フランス語: Traité de Paris）は1718年1月21日にフランス王国の摂政オルレアン公フィリップ2世とロレーヌ公レオポルトの間で締結された条約。

## 概要
1697年に大同盟戦争を終わらせたレイスウェイク条約ではロレーヌ公国がフランスから再び独立したが、サールルイとロンウィはフランスの飛び地としてフランス領のまま残った。スペイン継承戦争の講和条約であるバーデン条約において、フランス王ルイ14世はレイスウェイク条約のロレーヌに関する条項の履行を承諾し、それが1718年のパリ条約でなされた。具体的にはサールルイとロンウィがロレーヌからフランスに割譲される代わりに、フランスはランベルヴィレールをロレーヌに割譲した。